# Casimir VI de Poméranie
Casimir VI de Poméranie parfois nommé Casimir IX, né le 22 mars 1557 à Wolgast et mort à Neuhausen le 10 mai 1605, fut duc administrateur luthérien et prince-évêque de Cammin de 1574 à 1602

## Biographie
Casimir nait le 22 mars 1557 il est le plus jeune fils du duc Philippe Ier de Poméranie--Wolgast et de son épouse Marie de saxe, à la mort de son père sont encore en vie cinq de ses fils : Jean-Frédéric né en 1542, Bogusław né 1544, Ernest Louis né en 1545 et Barnim X né en 1549. La régence est confiée au Grand Sénéchal Ulrich von Schwerin assisté d'un conseil de onze membres. Le 25 juillet, les frères ainés par le traité de Jasenitz, partagent la Poméranie entre eux.
Il est prévu que Casimir devienne l'« administrateur luthérien » de l'évêché de Cammin avec le titre de Prince-Évêque. En 1574, Jean-Frédéric renonce à cette fonction en sa faveur et Casimir VI (IX) prend le contrôle du diocèse, à l'âge de 17 ans. En 1578, il effectue un « Grand Tour » en Italie et aux Pays-Bas.
Comme Évêque de Cammin Casimir VI a de nombreux conflits avec la cité de Kolberg (polonais Kołobrzeg depuis 1945), la ville principale de sa principauté ecclésiastique. En fait il en confie le gouvernement la plupart du temps à ses conseillers comme Joachim Damnitz. Ces centres d'intérêt sont la chasse, la pêche, les voyages et les banquets. En 1602 il renonce à l’évêché de Cammin en faveur de son neveu François de Poméranie et reçoit en compensation le domaine de Rügenwalde, auquel il adjoint ensuite Bütow, de son frère Barnim XII qui reçoit de son côté le duché de Stettin. À la mort de Barnim X en 1603, Casimir VI reçoit l'expectative de la succession de la Poméranie-Stettin mais comme il tombe gravement malade et en 1604 à la mort de Jean-Frédéric il renonce définitivement à la succession de Stettin. Casimir VI contracte la variole et il en meurt célibataire le 10 mai 1605 entre 20 heures et 21 heures dans son palais de Neuhausen près de Rügenwalde. Il est inhumé le 20 juin dans l'église du château de Stettin